# Жан-Батист-Симеон Шарден
Жан-Батист-Симеон Шарден (на френски: Jean-Baptiste-Siméon Chardin) е френски художник от 18 век, известен най-вече с реалистичните си натюрморти.

## Биография
Роден е в семейството на преуспелия майстор на мебели Жан Шарден и втората му съпруга Жана-Франсоаз Дави. Учи рисуване при Пиер-Жак Каз, художник на религиозни и исторически картини, а след това и при Ноел Куапел.
През 1723 г. се жени за Маргарита Сентар, въпреки несъгласието на нейния баща, богат търговец.
В 1724 г. е приет в академията „Свети Лука“, наследница на гилдията „Свети Лука“. По това време тя заема второстепенно място, отстъпвайки на Кралската академия за живопис и скулптура.
Тъй като привилегията да участват в официалния „Салон“, имат само членовете на Кралската академия, Шарден излага своите картини на ежегодната открита изложба на площад „Дофин“. Тук те са забелязани от академични художници, които съдействат да бъде приет в Кралската академия. Като изпитни работи Шарден представя натюрмортите „Скат“ и „Бюфет“. Въпреки че натюрмортът се счита за низш жанр, според тогавашните академични разбирания, художникът единодушно е одобрен за член на академията – 25 септември 1728 г.
През 1735 г. почива първата съпруга на Шарден. От нея той има две деца, момче и момиче, но момичето умира скоро след майка си.
През 30-те години, в желанието си да се утвърди като живописец, Шарден постепенно преминава от натюрморта към битовата живопис и жанровите сцени. Промяната е полезна за него и от финансова гледна точка.
Към 1740 г. художникът е вече прочут. Получава честта да бъде представен на крал Луи XV.
В 1742 г. преживява тежко боледуване, попречило му да участва в „Салона“.
През 1744 година се жени за богатата вдовица Франсоаз-Маргарита Пуже. От този си брак има дъщеря, починала в ранна възраст.
В 1752 г. Луи XV награждава художника с годишна рента от 500 ливри а от 1757 г. и с привилегията да има жилище в Лувъра.
През 1755 г. Шарден е избран за ковчежник на Кралската академия. Остава на този пост до 1774 г., печелейки уважение с честността си. Оттегля се от него по собствено желание.
В късното си творчество художникът се връща отново към натюрморта, въпреки презрението, което му демонстрира новият директор на академията Жан-Батист Мари Пиер. Последният е привърженик на наложеното от класицизма разделение на жанровете, според което натюрмортът заема най-ниско положение. Недоброжелателното отношение на директора е една от причините за оттеглянето на Шарден от активна дейност в Академията.
Поради отслабеното си зрение в последните години от живота си Шарден избягва да работи с маслени бои. В този период създава редица портрети в пастелна техника.
Жан-Батист-Симеон Шарден умира на 6 декември 1779 г. в Лувъра, в Париж, който не напуска през по-голямата част от живота си.

## Творчество
Изкуството на Шарден се отличава от това на колегите му представители на стила рококо, както по сюжет, така и по техника на изпълнение. Творчеството му е много по близко до холандските художници от 17 век, отколкото до съвременниците му Буше и Фрагонар. В жанровите сцени на художника са представени хора от третото съсловие а не аристократи. Портретите му се отличават с реализъм, а създадените към края на живота му и с психологическа характеристика. Колоритът в платната му е сдържан а светлосянката майсторски овладяна. Голямата слава на Шарден днес се дължи най-вече на натюрмортите, които той рисува в ранното си и късно творчество. Обикновено съставени от малко на брой и най-обикновени предмети, те впечатляват с реализма, светлосяначното си и фактурно изграждане и усещането, което създават у зрителя, че са нещо повече от сбор вещи от бита.
- Натюрморти
- „Сребърният бокал“, ок. 1750 г.
- „Медно казанче за вода“, ок. 1734 г.
- „Натюрморт с пуяк“, 1750 г.
- „Натюрморт със стъклена бутилка и плодове“, ок. 1750 г.

- Жанрови композиции
- „Рисувач“, ок. 1738 г.
- „Разносвачка“, 1739 г.
- „Утринен тоалет“, ок. 1740 г.
- „Готвачка“, 1750 г.

- Портрети
- „Момичето с федербала“, 1741 г.
- „Портрет на Аугуст Габриел Годефрой“, 1741 г.
- „Портрет на госпожа Шарден“, 1775 г.
- „Автопортрет“, пастел